# Osiedle Bondary
Osiedle Bondary – kolonia w Polsce położona w województwie podlaskim, w powiecie białostockim, w gminie Michałowo.
Osiedle powstało pod koniec lat 70. XX w. w związku z budową Zbiornika Siemianówka. Mieszkańcami osiedla są głównie dawni mieszkańcy pięciu wsi zalanych przez zbiornik (Rudnia, Garbary, Bołtryki, Łuka, Budy).
W latach 1975–1998 miejscowość administracyjnie należała do województwa białostockiego.
Wierni Kościoła prawosławnego należą do parafii Narodzenia Najświętszej Bogarodzicy w Juszkowym Grodzie.